# Зелёное (Житомирская область)
Зелёное (укр. Зелене) — село на Украине, находится в Ружинском районе Житомирской области.
Код КОАТУУ — 1825284902. Население по переписи 2001 года составляет 87 человек. Почтовый индекс — 13643. Телефонный код — 4138. Занимает площадь 0,53 км².

## Адрес местного совета
13643, Житомирская область, Ружинский р-н, с. Немиринцы, ул. Ленина, 40